# Massoud Zantouny
Massoud Zantouny est un ancien entraîneur libyen de football.

## Biographie
Massoud Zantony reste aujourd'hui comme le premier entraîneur de l'équipe nationale libyenne de l'histoire. Il emmène ainsi la sélection nationale aux Jeux panarabes de 1953 en Égypte. Sous sa houlette, l'équipe dispute donc le premier match de son histoire le 29 juillet 1953 face à l'Égypte. Cette rencontre reste gravée dans les mémoires puisqu'il s'agit de la plus large défaite de la Libye enregistrée en match officiel. 
Toutefois, sous son aile, les libyens remportent leur première victoire face à la Palestine puis prennent la 3e place dans la compétition en battant la Jordanie. Sa mission prend fin après la compétition avec un bilan plutôt bon : deux victoires et une défaite. 
Il est remplacé en 1957 par Salim Faraj Balteb pour disputer les Jeux panarabes de 1957 au Liban.